# Christina Pluhar

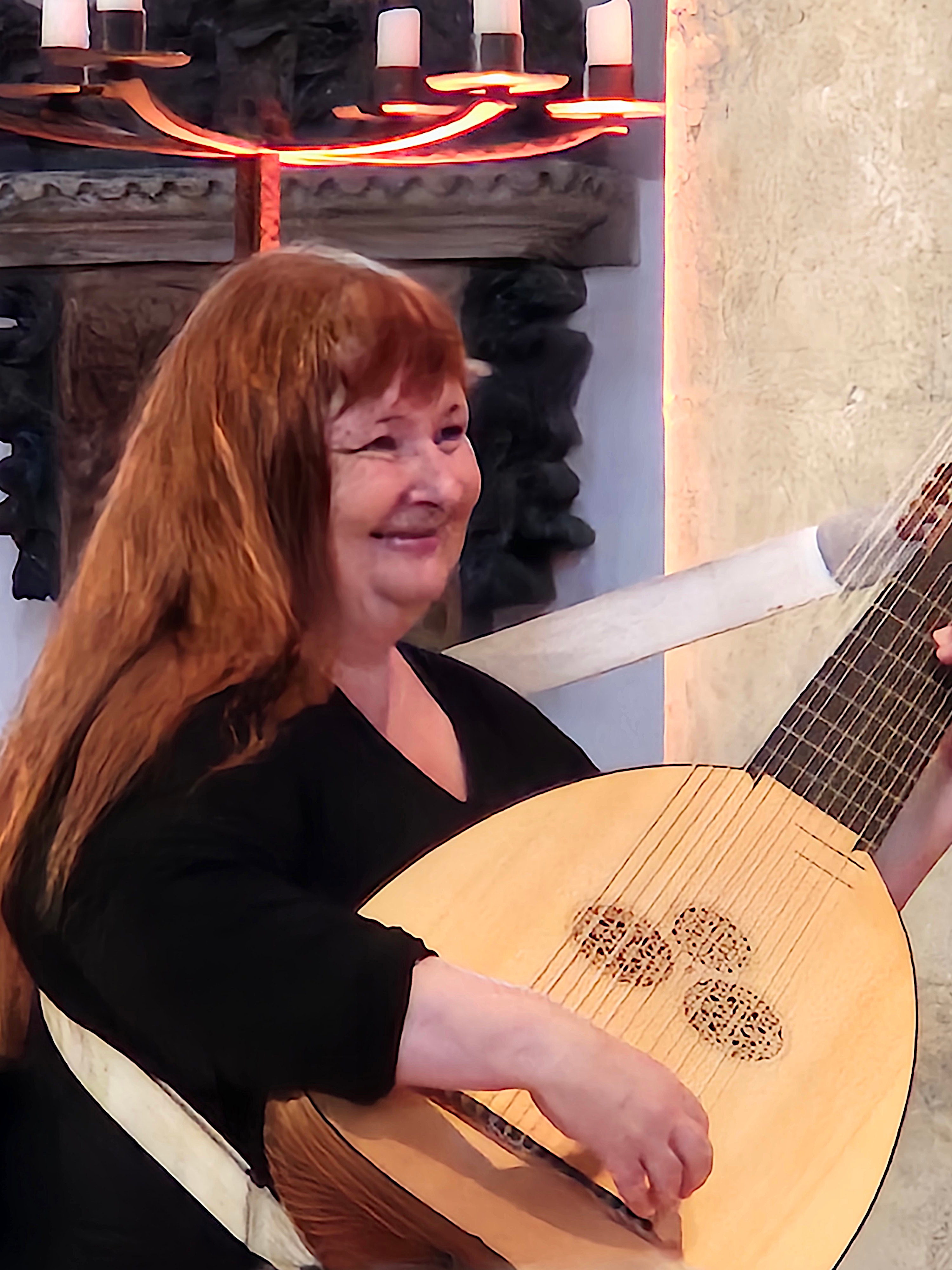
Christina Pluhar (2025)

Christina Pluhar (* 1965 in Graz) ist eine österreichische Lautenistin und Barockharfenistin, Dirigentin, Arrangeurin und Komponistin.

## Leben
Christina Pluhar erkannte nach dem Studium der Konzertgitarre an der Universität Graz ihre Leidenschaft für die Alte Musik. Sie widmete sich fortan dem Spiel der Laute, der Theorbe, der Barockgitarre und Barockharfe. Ihre Kenntnisse erwarb sie am Konservatorium Den Haag und an der Schola Cantorum Basiliensis. Zu ihren Lehrern gehörten Toyohiko Satoh, Eugen M. Dombois, Hopkinson Smith, Paul O’Dette, Patrick O’Brien und Jesper Bøje Christensen. Das Spiel der barocken Arpa doppia (Tripelharfe) erlernte sie an der „Civica Scuola di Musica“ in Mailand bei Mara Galassi.
1992 erhielt sie als Mitglied des Ensembles „La Fenice“ den ersten Preis beim Festival für Alte Musik in Malmö. Seit diesem Zeitpunkt lebt sie in Paris im Umfeld der dortigen Barockszene und arbeitet als Solistin und als Basso-continuo-Spielerin. Mit ihrem im Jahr 2000 gegründeten Ensemble „L’Arpeggiata“ tritt sie international auf und spielt CDs ein. „L’Arpeggiata“ legt neben der historisch informierten Spielpraxis auch einen großen Schwerpunkt auf Crossover-Projekte mit Musikern der Jazz- oder Folk-Szene. Pluhar sagt über ihre Arbeit:
„Trotz der ganzen Forschungsarbeit, die ich betrieben habe […], ist es eine sehr persönliche […] Vorstellung. Da weiß man nie, ob man recht hat oder nicht. Ich mache das natürlich, weil ich denke, ich habe da eine Idee, die in die richtige Richtung geht. Das kann auch irgendwann auch mal widerlegt werden.“
Neben ihren Tätigkeiten als Interpretin und Ensembleleiterin lehrt Christina Pluhar seit 1999 Barockharfe am Königlichen Konservatorium Den Haag und gibt Meisterkurse an der Universität Graz.

## Diskografie
- La Villanella, Musik von Johann Hieronymus Kapsberger  (Villanelle), erhielt die Auszeichnungen „Événement du mois“ und den „Premio Internazionale del disco per la musica italiana“. (Alpha, 2001)
- Homo fugit velut umbra, Musik von Stefano Landi, erhielt die Auszeichnungen der Musikpresse „10 de Répertoire“ von „Diapason Découverte“, „CD of the week“ bei der BBC, „CD di mese“ bei „Amadeus“ (Italien), „Prix Exellentia“ bei Pizzicato (Luxemburg). (Alpha, 2002)
- La Tarantella, eine Begegnung von Barockmusik mit traditioneller Musik Süditaliens, erhielt die Auszeichnungen «10 de Répertoire», „CD de la semaine“ bei France Musique, „CD des Monats“ bei „Toccata“ (Deutschland) und den „Cannes Classical Award 2004“. (Alpha, 2002)
- All’Improvviso, eine Begegnung von Barockmusik und Jazz (Alpha, 2004)
- Rappresentatione di Anima, et di Corpo,  Musik von Emilio de’ Cavalieri; in Co-Produktion mit dem Festival „Netwerk Oude Muziek“, Utrecht (Alpha, 2004).
- Los Impossibles, spanische und mexikanische Musik des 17. Jahrhunderts, mit den King’s Singers und anderen Solisten (Naïve, 2007)
- Monteverdi – Teatro d’Amore mit Werken von Claudio Monteverdi; Philippe Jaroussky, Nuria Rial und andere (Erato, 2009); wurde mit dem „Echo Klassik“-Preis 2009 und dem „Edison Klassik“-Preis 2010 ausgezeichnet.
- Via Crucis – Rappresentatione della gloriosa Passione di Christo, mit Philippe Jaroussky, Nuria Rial und Barbara Furtuna (Korsika) (Erato, 2010); wurde mit dem „Echo Klassik“-Preis 2010 und dem Preis ICMA 2011 ausgezeichnet.
- Monteverdi – Vespro della Beata Vergine – 1610. (Erato, 2011)
- Los Pájaros Perdidos – The South American Project, mit Lucilla Galeazzi, Philippe Jaroussky (Erato, 2012)
- "Mediterraneo, mit Misia, Vincenzo Capezzuto, Nuria Rial und Katerina Papadopoulou (Erato, 2013)
- Music for a While – Improvisations on Purcell, mit Philippe Jaroussky, Raquel Andueza, Vincenzo Capezzuto, Dominique Visse, Gianluigi Trovesi, Wolfgang Muthspiel, L’Arpeggiata (Erato, 2014)
- L’amore Innamorato – Werke von Pier Francesco Cavalli, mit Nuria Rial, Hana Blaziková, Veröffentlichung inklusive Bonus-DVD „15 Jahre L'Arpeggiata“ (Erato, 2015)
- Orfeo Chamán – CD & DVD mit L’Arpeggiata, Nahuel Pennisi, Luciana Mancini, Vincenzo Capezzuto, Emiliano Gonzalez Toro (Erato, 2016)
- Händel Goes Wild – Improvisation auf Musik von G. F. Händel, mit Valer Sabadus (Erato, 2017), mit dem „Opus Klassik“-Preis 2018 ausgezeichnet.
- Himmelsmusik – mit Werken von Schütz, Theile, Erlebach, Thunder, Ritter, J. C. Bach, J. S. Bach; Philippe Jaroussky und Céline Scheen (Erato 2018)
- Luigi Rossi: La Lyra d’Orfeo & Arpa Davidica – Arien aus italienischen Kantaten des 17. Jahrhunderts, (Erato 2019)
- Terra Mater mit L'Arpeggiata & Malena Ernman, (Erato 2025)

## Auszeichnungen
- OPUS Klassik 2018: „Ensemble des Jahres“ (Händel Goes Wild)
- ECHO Klassik 2011: „Ensemble des Jahres“ (Monteverdi – Vespro della Beata Vergine – 1610)
- ECHO Klassik 2010: „Klassik ohne Grenzen“ (Via Crucis)
- ECHO Klassik 2009: „Klassik ohne Grenzen“ (Monteverdi – Teatro d’Amore)